# 완전혼합 반응조
완전혼합 반응조(continuous stirred-tank reactor ,CSTR)  또는 완전혼합(完全混合,mixed flow reactor,MFR)은 흐르는 반응조에 들어온 하수와 반송 슬러지 따위가 빠른 시간 동안 반응조 안에서 고르게 퍼지는 일. 또는 그런 현상을 가리킨다. 완전혼합반응조(CSTR)는  CFSTR(continuous-flow stirred-tank reactor)로도 불린다.

## 이상적 모델
CSTR의 동작은 종종 완벽한 혼합을 가정하는 이상적인 CSTR의 동작에 의해 근사화되거나 모델링된다. 완벽하게 혼합된 반응기에서 시약은 유입시 반응기 전체에서 즉시 균일하게 혼합된다고 가정한다. 결과적으로 출력 조성은 반응기 내부의 물질 조성과 동일하며, 이는 체류 시간 및 반응 속도의 함수이다. CSTR은 압출류형 반응기(PFR)와 완전히 반대되는 반응기 설계에서 완전한 혼합의 이상적인 한계이다. 실제로 이상적으로 작동하는 반응기는 구현하기 힘들지만 대신 이상적인 CSTR은 회분식 반응조(batch reactor)와 PFR의  한계 사이에서 곧잘 비교된다.

## 같이 보기
- 반응속도